# Schottenkloster d'Eichstätt
Le Schottenkloster d'Eichstätt est une ancienne abbaye bénédictine, devenue couvent capucin puis passioniste, dans le Land de Bavière et le diocèse d'Eichstätt.

## Histoire

### Schottenkloster
À l'est de la ville épiscopale d'Eichstätt, des bénédictins d'Irlande appelés « moines écossais » s'installent hors des murs de la ville, fondent un prieuré, un hôpital et soignent les pèlerins de passage, notamment de leur pays d'origine. L'abbaye, sœur de l'abbaye Saint-Jacques de Ratisbonne, est mentionnée pour la première fois en 1166 quand le doyen Walbrun von Rieshofen érige une réplique du Saint-Sépulcre vénéré à Jérusalem et fait ériger une église ronde autour de la Sainte-Croix. En 1194, elle est consacrée par l'évêque d'Eichstätt, Othon. Le Schottenstift a une existence plutôt médiocre à partir du XIVe siècle et disparaît au XVe siècle en raison d'un revenu insuffisant et du manque de jeunes (les Schottenklöster ne prennent des novices que de leur pays d'origine). En 1441, l'évêque d'Eichstätt Albrecht von Hohenrechberg lève cette restriction mais quelques années plus tard le monastère demeure vide. En 1483, le pape Sixte IV dissout le Schottenkloster. Les prévôts deviennent des prêtres diocésains. Des documents de 1441 et 1541 font état du déclin de l'église.

### Capucins
Le prince-évêque Johann Konrad von Gemmingen planifie une reconstruction de l'église et demande à Elias Holl de préparer un plan à cet effet, qui ne se concrétise pas. Son successeur, le prince-évêque Johann Christoph von Westerstetten, invite les capucins à Eichstätt au moment de la Contre-Réforme et leur construit de 1623 à 1626 une église en gardant le Saint-Sépulcre.
Dans le monastère vivent dans vingt-six cellules et cinq autres salles trente capucins. Ils sont regroupés conformément à la réglementation religieuse dans des bâtiments très simples entourant un cloître à toit plat du côté nord de l’église. Les capucins gagnent leur vie grâce aux aumônes et à un soutien mensuel de l'évêque local.
Pendant la guerre de Trente Ans, l'incendie de la ville en 1634 épargne le monastère, victime de la peste en 1627. L'abbaye se maintient jusqu'à la sécularisation. Ferdinand III de Toscane hérite du bâtiment. En 1806, l'État de Bavière devient le nouveau propriétaire et accepte que les capucins d'Eichstätt et de Berching l'occupent à condition de ne pas avoir de novices. En 1826, le roi de Bavière autorise le retour des novices et assure ainsi la continuation du personnel en tant que monastère d'étude de l'ordre ; les novices étudient au collège épiscopal d'Eichstätt (avec interruption de 1970 à 1978). Le nombre de prêtres est de trois à six au XIXe siècle. Les extensions structurelles sont faites en 1905 et 1925-1926. Une reconstruction du monastère se fait de 1986 à 1988. En 2009, le couvent des capucins est dissous.

### Passionistes
Depuis 2012, les frères de la Congrégation de la Passion de Jésus-Christ vivent dans le bâtiment.